# Navaconcejo
Navaconcejo – gmina w Hiszpanii, w prowincji Cáceres, w Estramadurze, o powierzchni 51,4 km². W 2011 roku gmina liczyła 1975 mieszkańców.